# Mario Tabares
Mario Tabares (ur. 22 lipca 1965 w Hawanie) – kubański tenisista, reprezentant w Pucharze Davisa.

## Kariera tenisowa
Tabares jako zawodowy tenisista występował w latach 1987–1996, chociaż w późniejszych latach sporadycznie startował w turniejach najniższej rangi, ITF Men's Circuit.
Sukcesy Tabares odnosił głównie w grze podwójnej, wygrywając 1 turniej rangi ATP World Tour.
W latach 1987–1994 reprezentował Kubę w Pucharze Davisa grając łącznie w 48 meczach, z których w 22 triumfował.
W rankingu gry pojedynczej najwyżej był na 131. miejscu (28 sierpnia 1989), a w klasyfikacji gry podwójnej na 106. pozycji (26 kwietnia 1993).

### Finały w turniejach ATP World Tour
| Legenda                                      |
| -------------------------------------------- |
| Wielki Szlem                                 |
| Igrzyska olimpijskie                         |
| Tennis Masters Cup / ATP Finals              |
| ATP Masters Series / ATP Tour Masters 1000   |
| ATP International Series Gold / ATP Tour 500 |
| ATP International Series / ATP Tour 250      |

#### Gra podwójna (1–0)
| Końcowy wynik | Nr | Data             | Turniej | Nawierzchnia | Partner      | Przeciwnicy          | Wynik finału  |
| ------------- | -- | ---------------- | ------- | ------------ | ------------ | -------------------- | ------------- |
| Zwycięzca     | 1. | 8 listopada 1992 | Búzios  | Twarda       | Maurice Ruah | Mark Keil Tom Mercer | 7:6, 6:7, 6:4 |